# Kyselina tetranitratozlatitá
Kyselina tetranitratozlatitá je anorganická sloučenina s chemickým vzorcem HAu(NO3)4. Kyselina tetranitratozlatitá je meziproduktem při extrakci zlata.

## Příprava a reakce
Kyselina tetranitratozlatitá lze připravit reakcí hydroxidu zlatitého s koncentrovanou kyselinou dusičnou při 100 °C:
Au(OH)3 + HNO3 → HAu(NO3)4 + H2O
Kyselina tetranitratozlatitá reaguje také s dusičnanem draselným při 0 °C:
HAu(NO3)4 + KNO3 → KAu(NO3)4 + HNO3

## Vlastnosti
Trihydrát kyseliny tetranitratozlatité se při teplotě 72 °C rozkládá na monohydrát. Při trvalém zahřívání na 203 °C se rozkládá na oxid zlatitý.

## Dusičnan zlatitý
Byla popsána příprava jednoduchého dusičnanu zlatitého Au(NO3)3 z oxidu zlatitého a oxidu dusičného, avšak později bylo dokázáno že se jedná o (NO2)Au(NO3)4.